# Lakeview (Montana)
Lakeview é uma comunidade não incorporada no condado de Beaverhead, estado de Montana, nos Estados Unidos. Lakeview fica localizada ao longo da Southside Centennial Road a meio caminho entre  Lima a oeste e West Yellowstone a leste.